# Lophaster
Genre
Lophaster est un genre d'étoiles de mer de la famille des Solasteridae.

## Liste d'espèces
Selon World Register of Marine Species (4 novembre 2014) :
- Lophaster asiaticus Hayashi, 1973
- Lophaster furcifer (Düben & Koren, 1846)
- Lophaster furcilliger Fisher, 1905
- Lophaster gaini Koehler, 1912
- Lophaster quadrispinus H.L. Clark, 1923
- Lophaster stellans Sladen, 1889
- Lophaster suluensis Fisher, 1913
- Lophaster tenuis Koehler, 1920
- Lophaster verrilli A.H. Clark, 1938

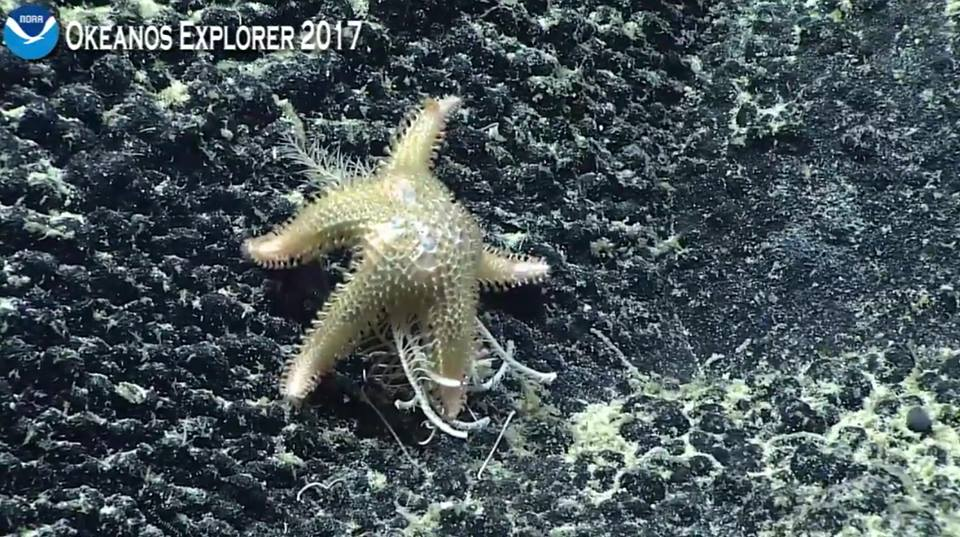
Une Lophaster dévorant un crinoïde dans les abysses de l'Océan Pacifique.
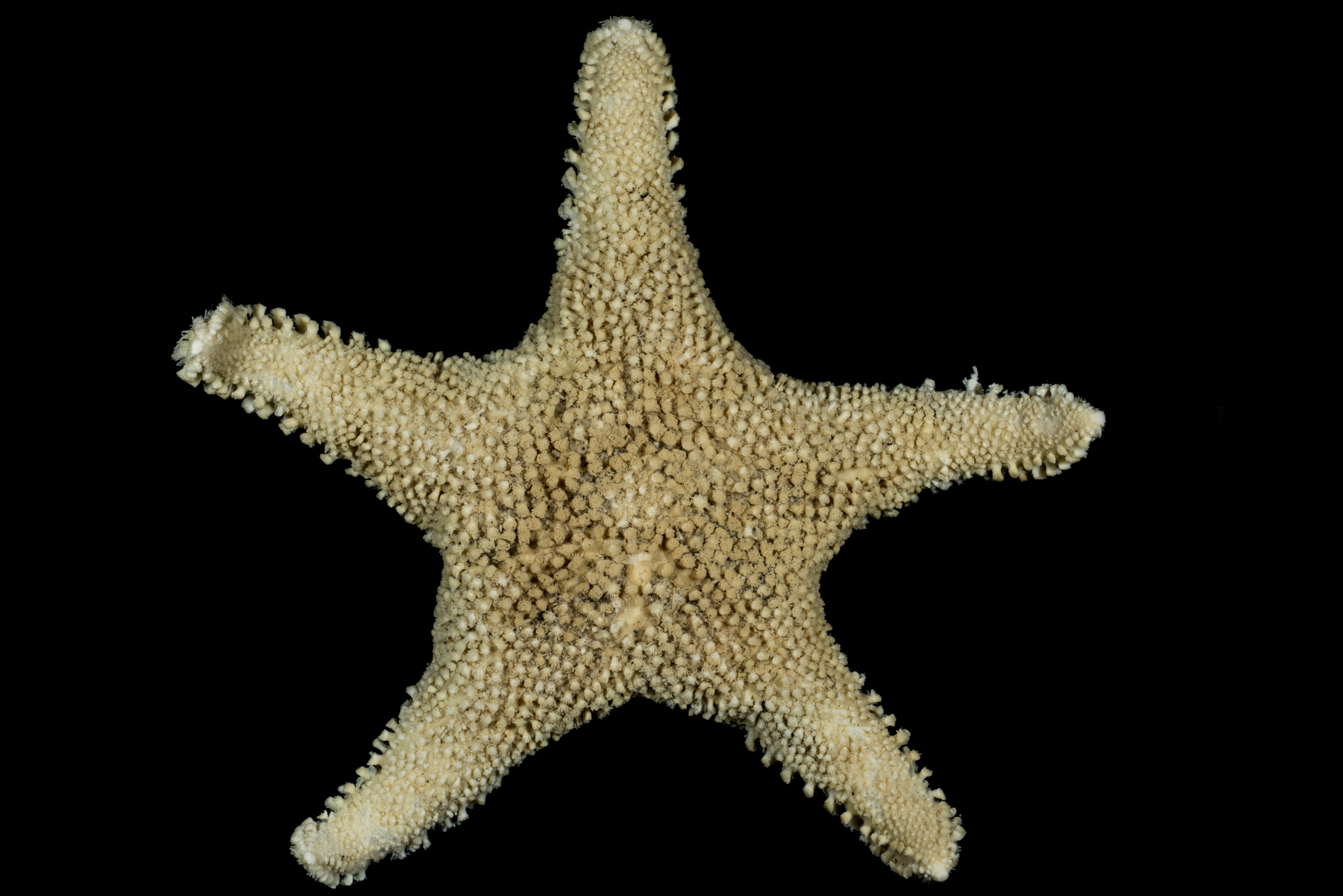
Lophaster furcifer
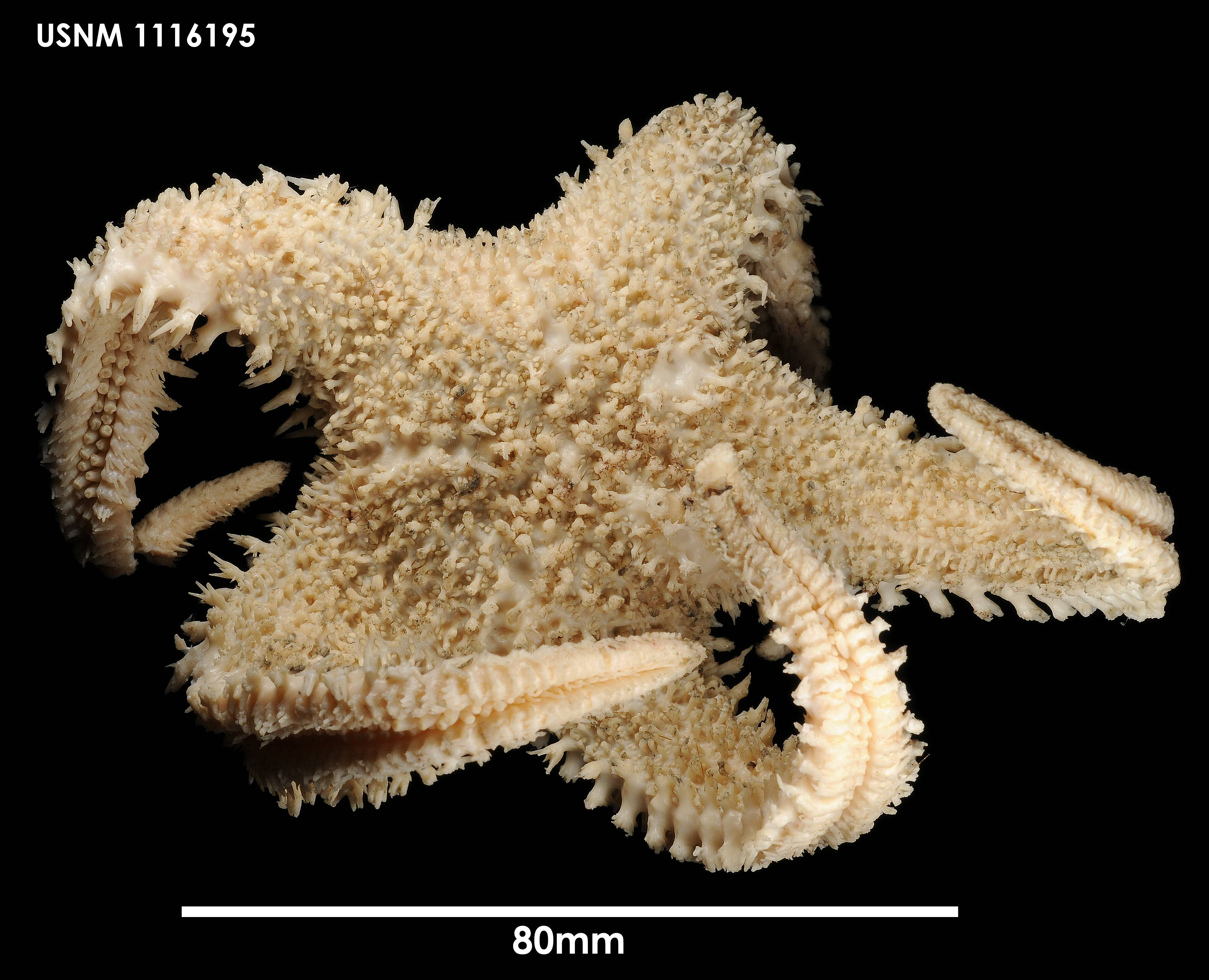
Lophaster gaini
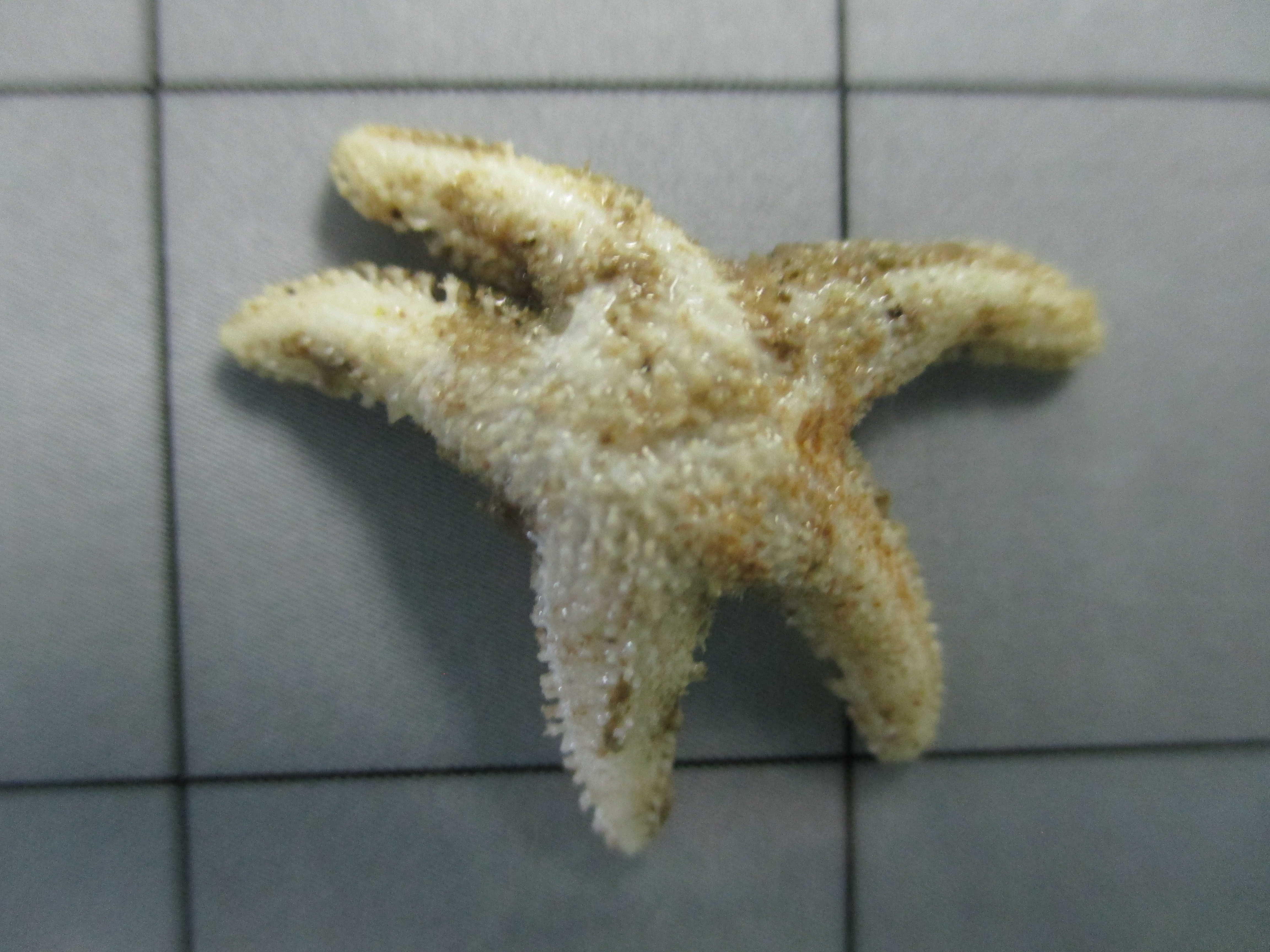
Lophaster quadrispinus
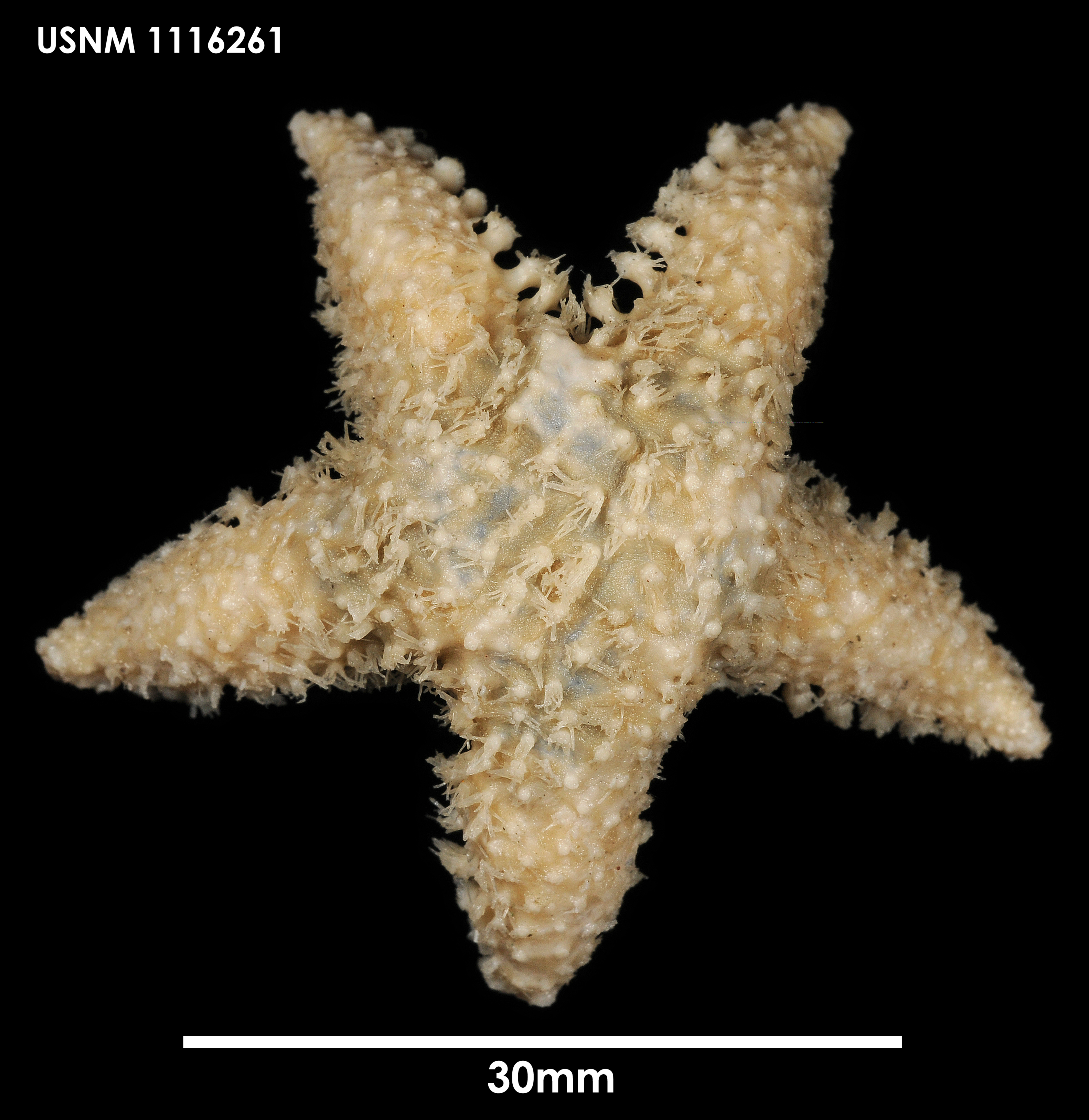
Lophaster stellans